# Neopatetris tenuis
Neopatetris tenuis är en fjärilsart som beskrevs av Antonius Johannes Theodorus Janse 1960. Neopatetris tenuis ingår i släktet Neopatetris och familjen stävmalar. Inga underarter finns listade i Catalogue of Life.